# جان سوتار
جان سوتار (انگلیسی: John Souttar؛ زادهٔ ۲۵ سپتامبر ۱۹۹۶) بازیکن فوتبال اهل بریتانیا است.
از باشگاه‌هایی که در آن بازی کرده‌است می‌توان به باشگاه فوتبال هارت آف میدلوتیان و باشگاه فوتبال داندی یونایتد اشاره کرد.
وی همچنین در تیم‌های ملی فوتبال زیر ۱۹ سال اسکاتلند، زیر ۲۱ سال اسکاتلند و اسکاتلند بازی کرده‌است.